# Trybunał inkwizycji w Ferrarze
Trybunał inkwizycji w Ferrarze – sąd inkwizycyjny, kierowany przez dominikanów i mający swą siedzibę w Ferrarze (do 1598 stolica Księstwa Este, następnie w Państwie Kościelnym). Od połowy XVI wieku należał do struktur inkwizycji rzymskiej. Działał do 1796.

## Historia
Ferrara od 1252 należała do utworzonej przez Innocentego IV prowincji inkwizytorskiej Lombardii i Marchii Genueńskiej. Już w 1254 w mieście tym działał dominikański inkwizytor Aldobrandino da Reggio. W 1270 zapoczątkował on wieloletni proces przeciwko zmarłemu w grudniu 1269 Armanno Pungilupo. Był on powiązany z lokalną kapitułą katedralną i umarł w opinii świętości, jednak z zebranych przez inkwizycję dowodów wynikało, że potajemnie był on członkiem sekty katarów. Śledztwo trwało 31 lat i zakończyło się pośmiertnym potępieniem Pungilupo jako heretyka oraz ekshumowaniem jego zwłok (1301).
Pomimo długotrwałego postępowania w sprawie Armanno Pungilupo i innych kryptokatarów, aż do początku XIV wieku trudno mówić o istnieniu stałego trybunału inkwizycyjnego w Ferrarze. Inkwizytorzy kolejno prowadzący to postępowanie (Aldobrandino da Reggio, Florio da Vicenza, Guido Cappello da Vicenza), działali także w wielu innych miastach Lombardii (Bolonia, Modena, Piacenza), a ich główną siedzibą była prawdopodobnie Bolonia. Uformowanie odrębnego trybunału w Ferrarze nastąpiło zapewne po podziale prowincji Lombardii i Marchii Genueńskiej na Lombardię Górną i Lombardię Dolną w 1304. Ferrara znalazła się w granicach Lombardii Dolnej. Nominacji inkwizytorskich w obu prowincjach mieli dokonywać miejscowi prowincjałowie zakonu dominikanów.
Pierwsza w pełni udokumentowana wzmianka o inkwizytorze wyznaczonym specjalnie dla Ferrary pochodzi z około 1307, gdy działania w związku z procesem templariuszy podjął dominikański inkwizytor Bonifacio da Faenza, choć według późniejszych katalogów miał on w latach 1304-1306 poprzednika w osobie inkwizytora Giovanniego da Vicenza. Z zachowanych częściowo rejestrów finansowych wynika, że w skład okręgu podporządkowanego inkwizytorowi Ferrary wchodziły diecezje Ferrary, Modeny i Reggio Emilia, a więc ziemie, które od końca XIII wieku podlegały władzy seniorów z dynastii Este, którzy w 1452 uzyskali tytuł książęcy. Wiadomo, że w pierwszej i drugiej dekadzie XIV wieku wielu miejscowych Żydów nawróconych na chrześcijaństwo zostało ukaranych karami pieniężnymi przez inkwizycję za powrót do judaizmu.
Inkwizycja w Ferrarze zachowała bliskie więzi z inkwizycją z Bolonii. Zdarzało się, że oba trybunały były łączone unią personalną. W 1468 spod jurysdykcji inkwizytorów Ferrary wyłączono diecezję Reggio Emilia, którą oddano pod jurysdykcję inkwizytora Parmy.
Pod koniec XV wieku działalność inkwizycji w okręgu Ferrary pozostawała na bardzo niskim poziomie. W latach 1481–1514 funkcję inkwizytora pełnił tam protegowany dworu książęcego Giovanni Rafanelli, który po nominacji w 1503 na urząd Mistrza Świętego Pałacu rezydował na stałe w Kurii Rzymskiej.
W 1514 na życzenie pary książęcej sprawowanie urzędu inkwizycji w okręgu Ferrary zostało odebrane dominikanom z prowincji Lombardii Dolnej i przekazane dominikanom ze zreformowanej (obserwanckiej) Kongregacji Lombardzkiej (od 1531 prowincji Obojga Lombardii). Pierwszym obserwanckim inkwizytorem Ferrary został Antonio Beccari. Jego nominacja przyczyniła się do intensyfikacji działań inkwizycji. W latach 1517–1523 wikariusze Beccarii dla diecezji Modeny przeprowadzili ponad dwadzieścia procesów o czary. Następca Beccarii, Paolo Butigella, w 1530 został generałem zakonu dominikanów.
Za panowania księcia Ercole II d’Este (1534–1559) Ferrara i Modena stały się ośrodkami włoskiej reformacji. Protektorką zwolenników reformacji była zwłaszcza żona księcia, księżna Renata de Valois. Ferrarę odwiedzało wielu propagatorów nowych idei religijnych, m.in. Jan Kalwin (1536), nie będąc niepokojonymi przez władze. Sytuacja religijna w księstwie Este szybko zwróciła więc uwagę utworzonej w 1542 rzymskiej Kongregacji Świętego Oficjum, będącej najwyższym trybunałem inkwizycyjnym. Mianowany w 1548 inkwizytor Ferrary Girolamo Papini był blisko związany z dworem książęcym, wobec czego Kongregacja zdecydowała się na wysłanie do Ferrary własnych komisarzy (jednym z nich był dominikanin Michele Ghislieri, późniejszy papież Pius V). Pod ich naciskiem książę Ercole zgodził się na egzekucję dwójki spośród czołowych włoskich protestantów, Fanino Faniniego (1550) i Giorgio Rioli (1551). W 1554 roku księżna Renata oficjalnie złożyła ortodoksyjne wyznanie wiary i wyrzekła się herezji protestanckiej, a trzy lata później zmarł łagodny inkwizytor Papini i Rzym zastąpił go bardziej energicznym Camillo Campeggio. Za jego urzędowania represje wobec protestantów w Ferrarze i Modenie osiągnęły apogeum. Między 1568 a 1570 w Ferrarze czterech protestantów spalono na stosie.
W 1563 przywrócono jurysdykcję inkwizytora Ferrary nad okręgiem Reggio Emilia, a w 1564 rozszerzono ją także na diecezję Comacchio. Tym samym inkwizytor Ferrary uzyskał jurysdykcję nad całym terytorium księstwa Este i nosił odtąd tytuł „inkwizytora generalnego wszystkich domen księstwa Este”.
Po śmierci Alfonsa II Este w 1597 papież Klemens VIII dokonał aneksji Ferrary, stolicy księstwa Este, gdyż nie miało  ono prawowitych następców, a okręg Ferrary z prawnego punktu widzenia był lennem papiestwa. Nieślubny syn Alfonsa, Cezar d’Este, utrzymał władzę nad okręgami Modeny i Reggio nell'Emilia, które należały do Świętego Cesarstwa Rzymskiego. Aneksja Ferrary spowodowała także zmiany w strukturach inkwizycji w domenie rodu Este. 14 marca 1598 rzymska Kongregacja Świętego Oficjum zarządziła, że dotychczasowe wikariaty trybunału w Ferrarze, tj. Modena i Reggio nell'Emilia, zostały wyłączone spod jurysdykcji inkwizytora Ferrary i przekształcone w samodzielne trybunały inkwizycyjne. Odtąd trybunał w Ferrarze został zredukowany do rangi trybunału jednej z odległych prowincji Państwa Kościelnego.
Późniejsza historia trybunału w Ferrarze jest mało znana, gdyż jego archiwum niemal w całości zaginęło. W 1796 północną Italię najechały wojska rewolucyjnej Francji. Francuzi zajęli Ferrarę latem tego roku i pod ich egidą powstał lokalny rząd rewolucyjny (Amministrazione Centrale del Ferrarese), który 22 października 1796 wydał zarządzenie o zlikwidowaniu trybunału inkwizycji i konfiskacie jego majątku. Po upadku Napoleona i odbudowie Państwa Kościelnego w 1815 działalność trybunału w Ferrarze nie została już wznowiona.

## Organizacja
Siedzibą trybunału był konwent S. Domenico w Ferrarze. Inkwizytorem od 1514 był zawsze dominikanin z obserwanckiej prowincji Obojga Lombardii (wcześniej z konwentualnej prowincji Lombardii Dolnej). Jego jurysdykcji podlegały diecezje Ferrary i Comacchio. W siedzibie trybunału wspomagał go wikariusz generalny, a na prowincji – wikariusze rejonowi. Inkwizytorowi podlegało także Bractwo Świętego Krzyża (crocesignati), czyli świecka konfraternia, której zadaniem było materialne wspomaganie inkwizycji. Jej istnienie jest poświadczone już w XV wieku.
W wewnątrzzakonnej hierarchii trybunałów inkwizycyjnych trybunał w Ferrarze zaliczany był do drugiej (pośredniej) klasy.

## Inkwizytorzy Ferrary
Nie jest obecnie możliwe zrekonstruowanie pełnej listy inkwizytorów Ferrary. W 1723 dominikański historyk Ermenegildo Todeschini sporządził listę inkwizytorów Ferrary od roku 1265 aż do czasów sobie współczesnych, jednak zawiera ona tyle błędów i niedokładności, że aż do połowy XVI wieku jest źródłem mało wiarygodnym. Na podstawie dostępnych źródeł da się ustalić nieprzerwaną listę inkwizytorów od roku 1411 do zniesienia trybunału w 1796, natomiast dane dla okresu wcześniejszego, są wyrywkowe i niepełne.
- Giovanni da Vicenza OP (1304–1306)
- Bonifazio da Faenza OP (1306–1310)[1]
- Giovanni Pizogotis OP (1310–1315)[2]
- Ugolino da Urbino OP (1315–1316)
- Corrado di Camerino OP (1316–1318)[2]
- Giacomo Bono OP (1322–1324)[3]
- Lamberto da Cingulo OP (1328–1336)[4]
- Andrea da Parma OP (1355)
- Egidio da San Severino OP (1365)[5]
- Tommaso da Camerino OP (1370)[6]
- Aldobrandino Callegari da Ferrara OP (1378)[7]
- Giovanni di San Tommaso OP (1390)[8]
- Simone da Ferrara OP (1395)[5]
- Bartolomeo da Ferrara OP (1411–1448)[9]
- Antonino da Alessandria OP (1448–1462)[5][10]
- Tommaso dai Liuti da Ferrara OP (1462–1481)[11]
- Giovanni Rafanelli da Ferrara OP (1481–1484)[11]
  - Vincenzo Mentini da Ferrara OP (1484–1485), nie objął urzędu[11]
- Giacomo d’Ognissanti da Ferrara OP (1485–1486)[11]
- Giovanni Rafanelli da Ferrara OP [ponownie] (1486–1514)[11]
- Antonio Beccari da Ferrara OP (1514–1525)[11]
- Paolo Butigella da Pavia OP (1525–1530)[11]
- Angelo Salecchio OP (1530–1533)[12]
- Tommaso Maria Beccadelli OP (1533–1547)[13]
- Paolo Stanesi della Mirandola OP (1547–1548)[14]
- Girolamo Papini da Lodi OP (1548–1557)
- Giovanni Battista da Taggia OP (1557–1560)
- Camillo Campeggi OP (1560–1567)
- Paolo Costabili OP (1568–1572)
- Benedetto Marabotti da Mondovì OP (1572–1574)
- Eliseo Capis da Venezia OP (1574–1578)
- Angelo Mirabino da Faenza OP (1578–1581)
- Giovanni Battista Chiavenna da Milano OP (1581–1583)
- Nicola Gionchi da Bertinoro OP (1584–1591)
- Giovanni Battista Penna da Finale OP (1591–1600)
- Giovanni Battista Scarelli da Ghedi OP (1601–1620)[15]
- Paolo Franci da Napoli OP (1620–1635)[15]
- Ambrogio Ruggeri da Taggia OP (1636–1644)[15]
- Francesco Cuccini OP (1644–1647)[15]
- Agostino Cermelli da Alessandria OP (1647–1653)[15]
- Prospero Bagarotti da Fiorenzuola OP (1653–1659)[15]
- Giacinto Asagneri da Saluzzo OP (1659–1661)[15]
- Casimiro Piazza da Cremona OP (1661–1665)[15]
- Paolo Rivetta da Moncalvo OP (1665–1667)[15]
- Giacinto Maria Granara da Genova OP (1667–1671)[15]
- Giovanni Michele Bergamaschi da Ferrara OP (1671–1676)[15]
- Prospero Leoni da Parma OP (1676–1685)[15]
- Tommaso Menghini da Albacina OP (1685–1688)[15]
- Antonio Leoni da Padova OP (1688–1693)[15]
- Domenico Felice Rivetta da Casale OP (1693–1701)[15]
- Giordano Vignali da Bologna OP (1701–1710)
- Giovanni Battista Giampi da Fabriano OP (1710–1725)
- Ermete Giacinto Visconti da Milano OP (1725–1731)
- Domenico Andrea Cortini OP (1731–1762)[16]
- Tommaso Lorenzo Matteucci da Fermo OP (1762-1766)
- Angelo Tommaso Gattelli d'Argenta OP (1766–1770)[17]
- Vincenzo Lodovico Pavoni OP (1770-1778)
- Vincenzo Maria Alisani OP (1778–1788)[18]
- Pietro Martire Rossi da Cremona OP (1788–1789)
- Vincenzo Barberini da Pavia OP (1789–1796)[19]
- Vincenzo Maria Masetti da Fano OP (1796)